# Трофимово (Нижегородская область)
Трофи́мово — село в Лысковском муниципальном округе Нижегородской области России.

## География
Село находится в центральной части Нижегородской области, в зоне хвойно-широколиственных лесов, в пределах Приволжской возвышенности, на берегах реки Ушако́вки, при автодороге 22Н-2938, к северо-востоку от города Лыскова, административного центра района. Абсолютная высота — 88 метров над уровнем моря.
Климат
Климат характеризуется как умеренно континентальный, с относительно коротким умеренно тёплым летом и холодной продолжительной зимой. Среднегодовая температура — 3,7 °C. Средняя температура воздуха самого тёплого месяца (июля) — 18,7 °C (абсолютный максимум — 36 °C); самого холодного (января) — −12 °C (абсолютный минимум — −44 °C). Продолжительность безморозного периода составляет 206—212 дней. Среднегодовое количество атмосферных осадков составляет около 588 мм, из которых 410 мм выпадает в период с апреля по октябрь. Устойчивый снежный покров держится около 150—160 дней.
Часовой пояс
Село Трофимово, как и вся Нижегородская область, находится в часовой зоне МСК (московское время). Смещение применяемого времени относительно UTC составляет +3:00.

## Население
| 2002 | 2010  |
| ---- | ----- |
| 1401 | ↘1362 |

Национальный состав
Согласно результатам переписи 2002 года, в национальной структуре населения русские составляли 98 %.

## Достопримечательности
В селе функционировал православный храм 1854 года постройки, который был освящён в честь Богоявления Господня. Богослужение в нём прекратилось в начале 1930-х годов. Впоследствии было принято решение по его ликвидации этого религиозного сооружения.